# El barón Brákola
Série
Profanadores de tumbas
(1966) Superman contre l'invasion des martiens
(1967)
Pour plus de détails, voir Fiche technique et Distribution.
El barón Brákola est un film mexicain de José Díaz Morales de 1965. C'est le quinzième film d'El Santo, el enmascarado de plata. José Diaz Morales réalisa quatre films d'El Santo en un an, de 1964 à 1965 : Atacan las brujas, El hacha diabólica, Profanadores de tumbas et El barón Brákola. El barón Brákola est tourné en juillet 1965 pour sortir en janvier 1967.

## Fiche technique
- Titre original : El barón Brákola
- Titre anglais ou international : Santo vs. Baron Brakola
- Réalisation : José Díaz Morales
- Scénario : José Díaz Morales, Rafael García Travesi, Fernando Osés
- Photographie : Eduardo Valdés
- Montage : José Juan Munguía
- Musique : Jorge Pérez
- Production : Luis Enrique Vergara
- Société(s) de production : Filmica Vergara S.A., Cinecomisiones
- Pays d’origine :  Mexique
- Langue originale : espagnol mexicain
- Format : noir et blanc — 35 mm — son Mono
- Genre : action, aventure, fantastique
- Durée : 77 minutes
- Dates de sortie :
  - Mexique : 27 janvier 1967

## Distribution
- El Santo : Santo
- Fernando Osés : Baron Brákola
- Mercedes Carreño : Silvia
- Antonio de Hud : Eduardo
- Andrea Palma : la mère de Rebeca
- Ada Carrasco : Aurora
- Susana Robles : Rebeca
- Miguel Macía : Don Fernando
- Manuel Arvide : Don Luis
- Rosa Vinay
- Jorge Fegán : Serviteur
- Cesar Gay
- Enrique Ramírez
- Jorge Mateos
- Roberto Porter
- Beny Galán : lutteur
- Juan Garza : lutteur
- Margarito Luna : spectateur
- Antonio Padilla 'Pícoro' : l'annonceur du ring